# لا فایت (آلاباما)
لا فایت (به انگلیسی: La Fayette) شهری در شهرستان چمبرز ایالت آلاباما است که مساحت آن ۲۳٫۰۱ کیلومتر مربع است و در سرشماری سال ۲۰۱۰ میلادی، ۳٬۰۰۳ نفر جمعیت داشته و تراکم جمعیتی آن، ۱۳۰٫۵۱ نفر در هر کیلومتر مربع بوده است.

## نگارخانه

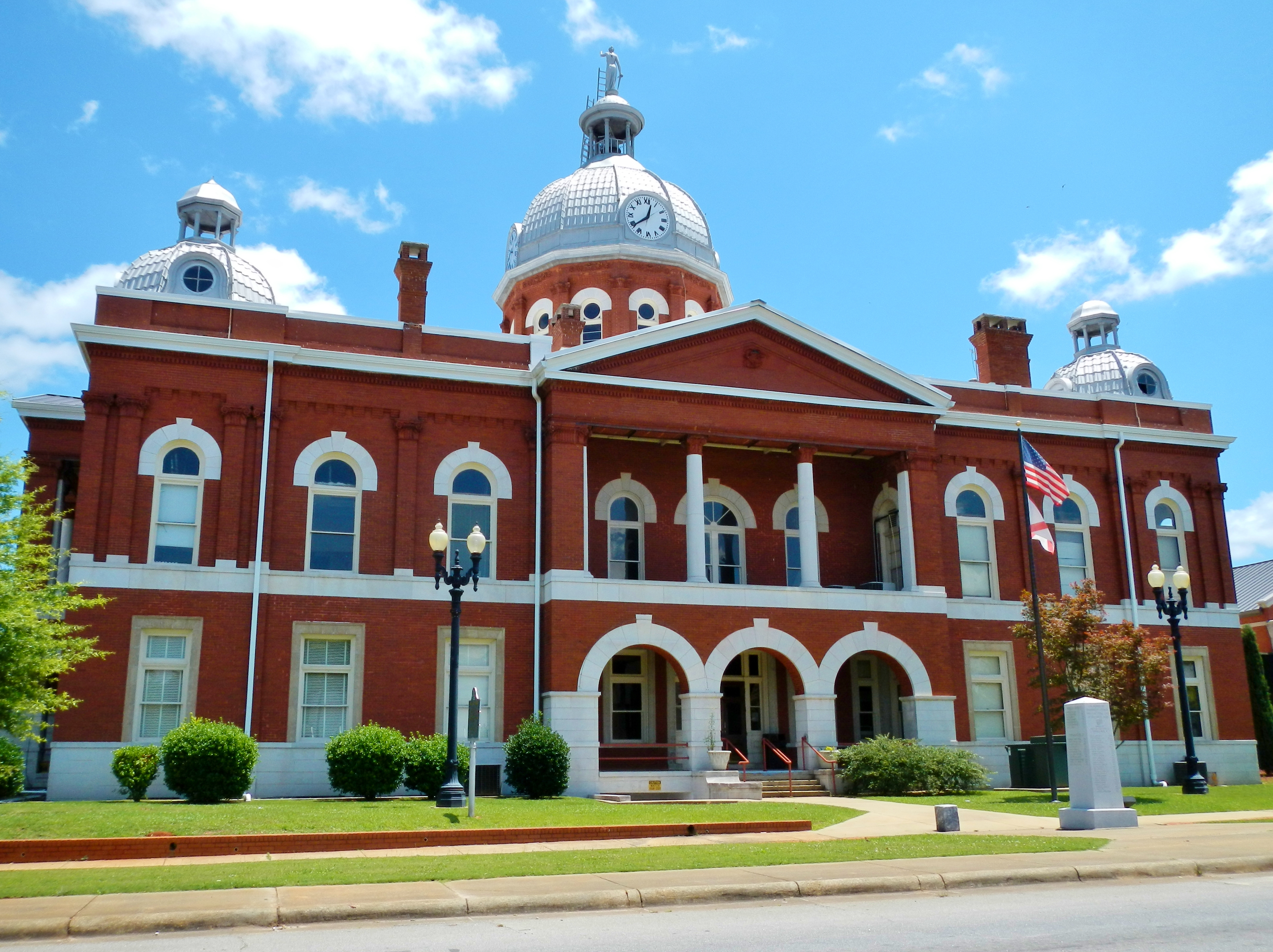
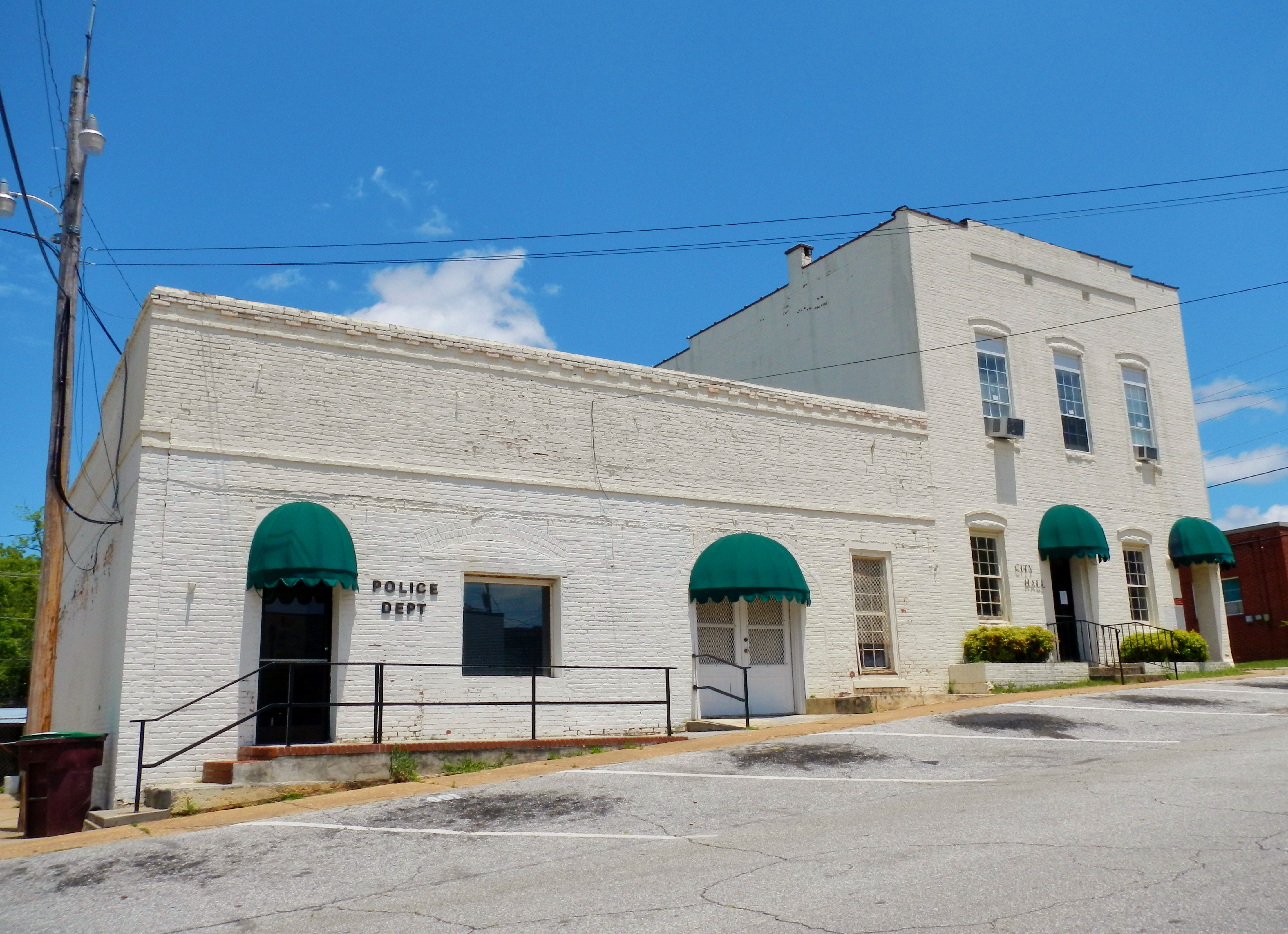
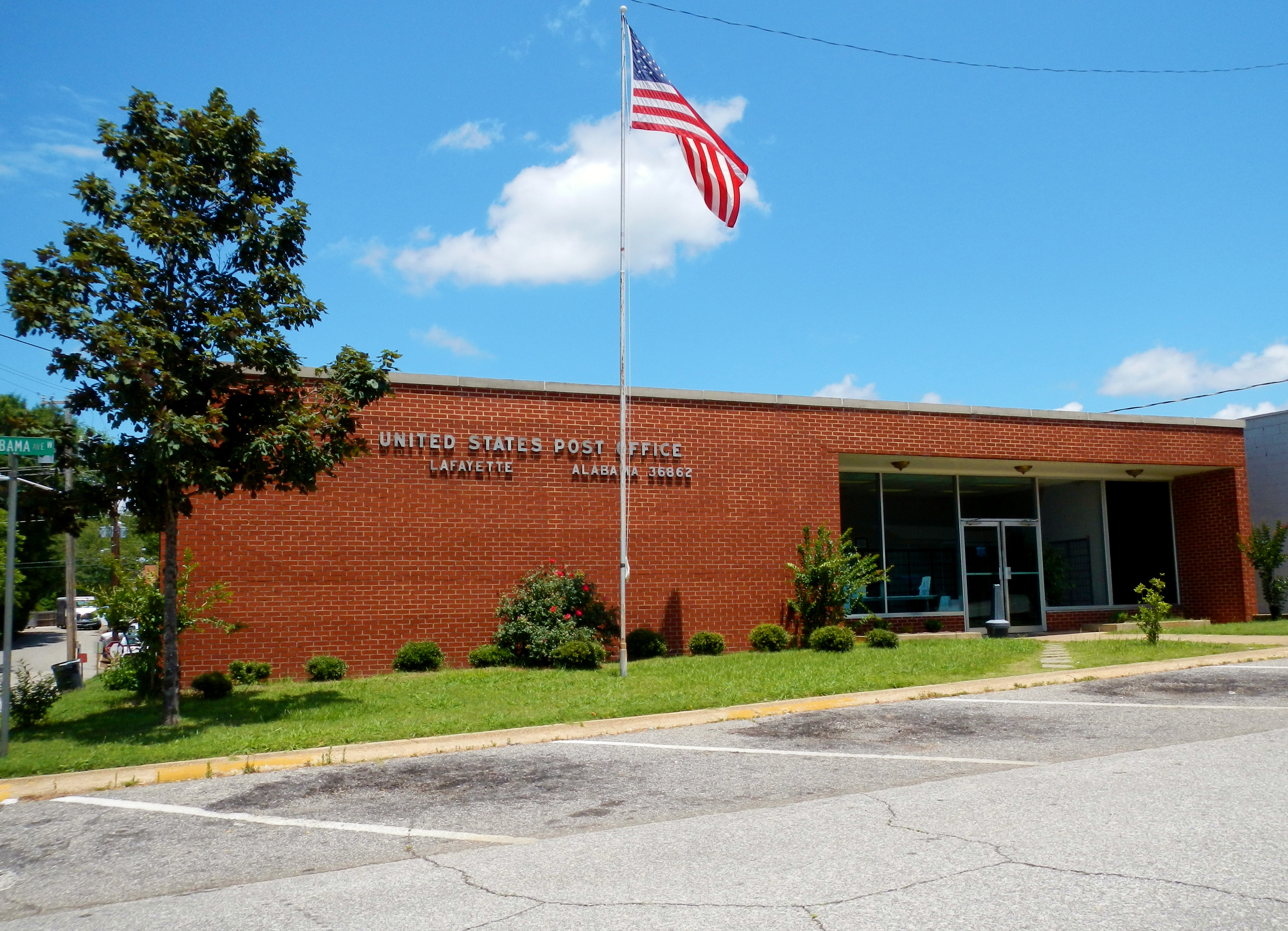
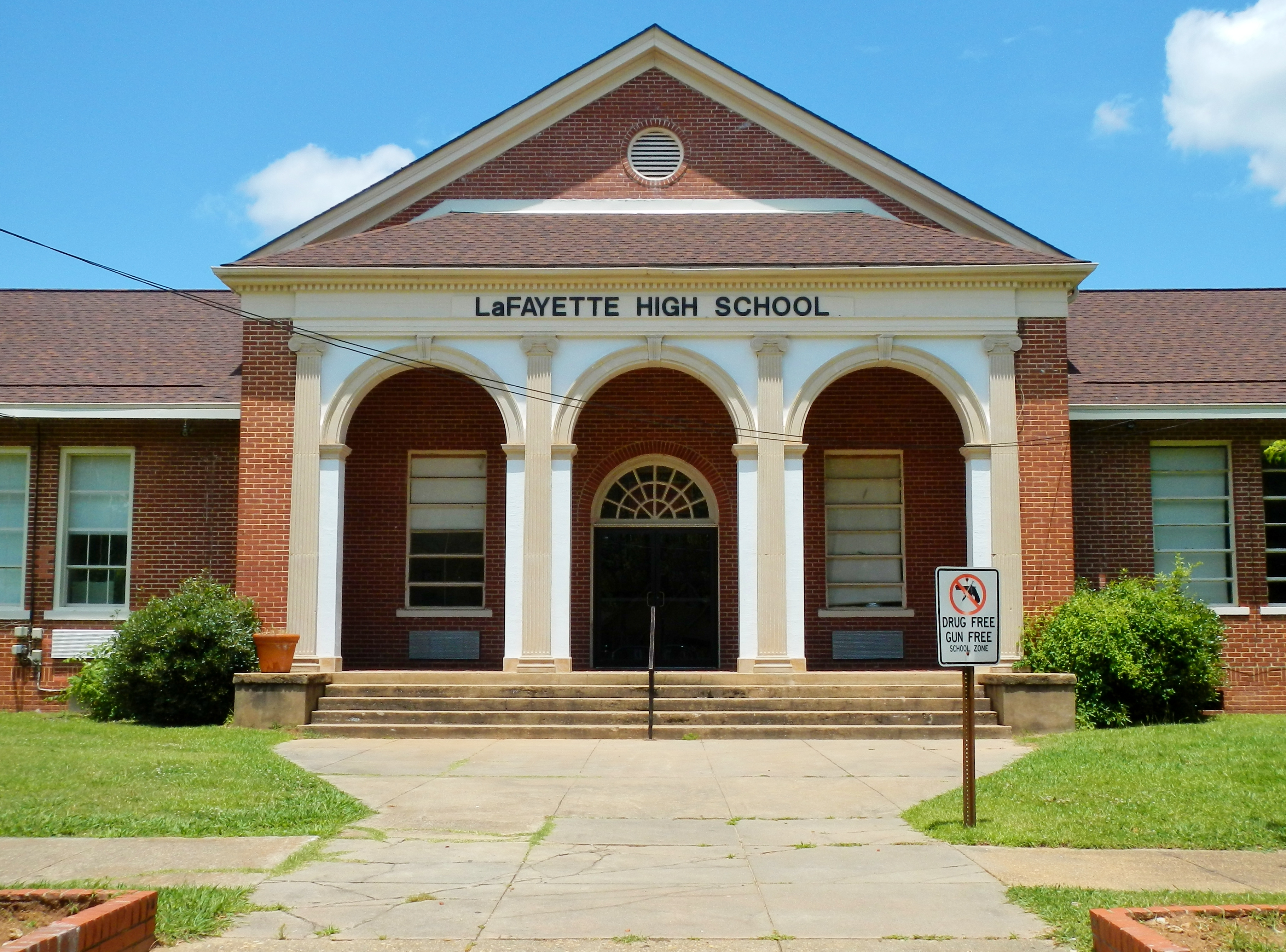
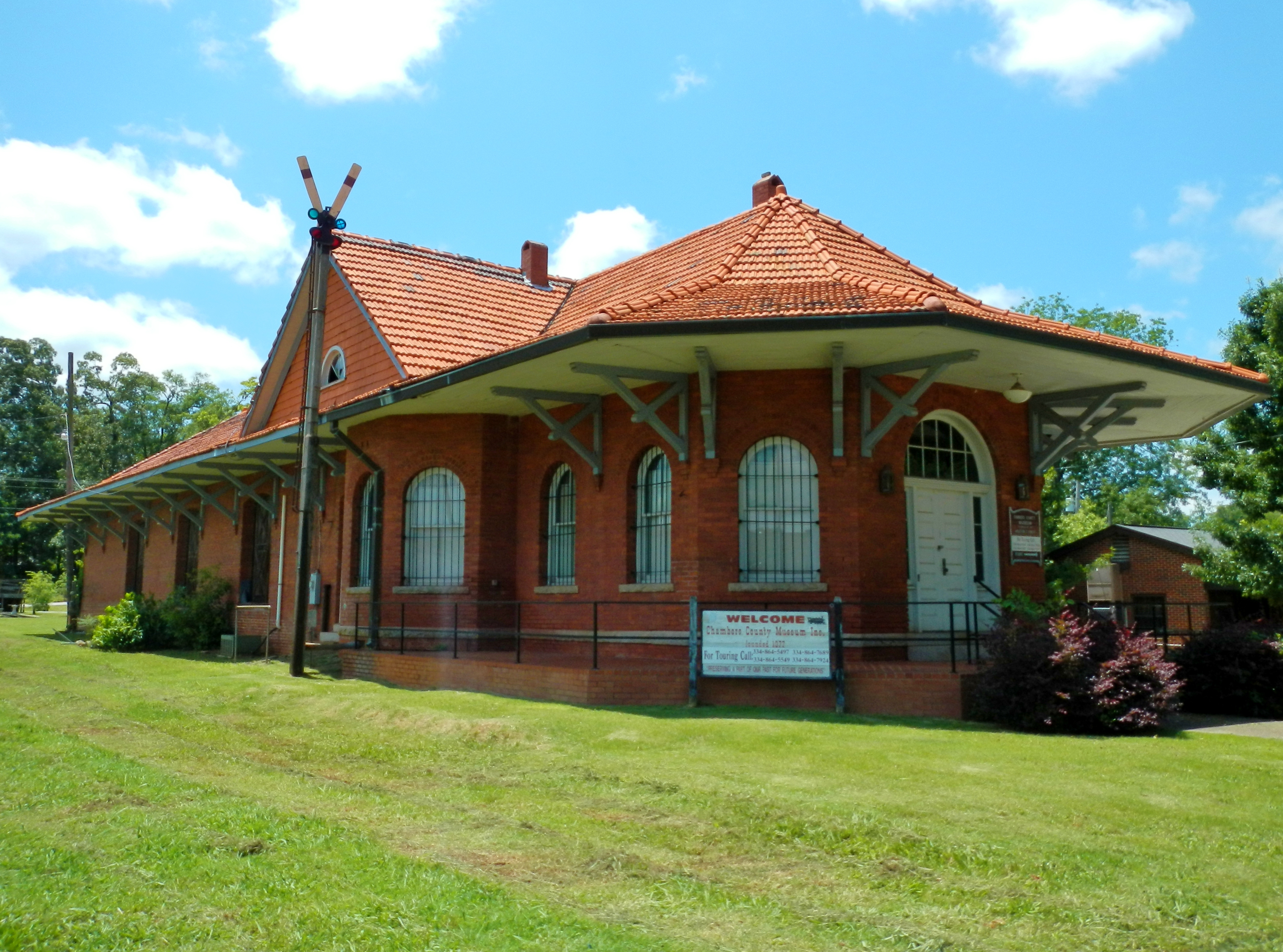
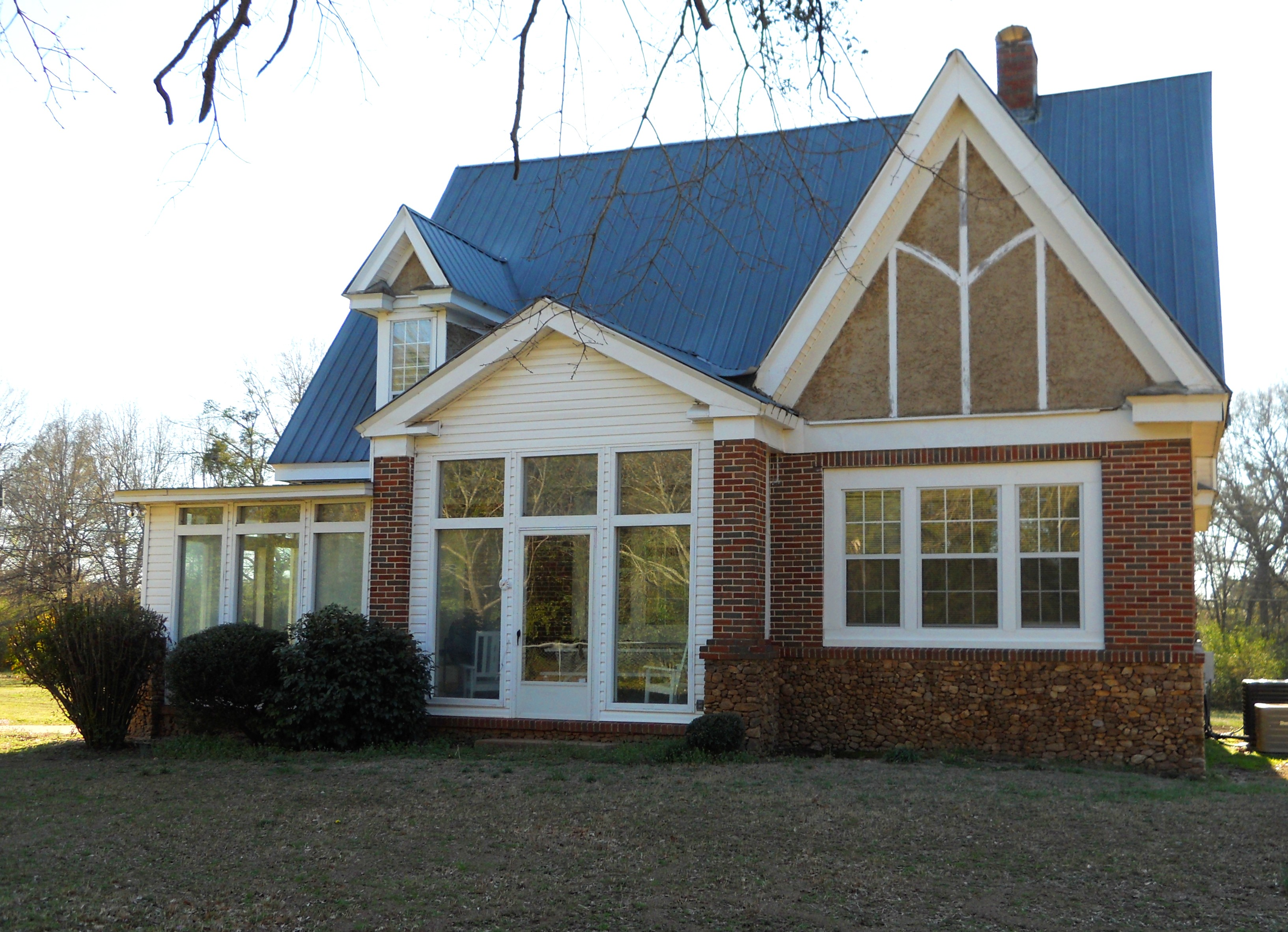
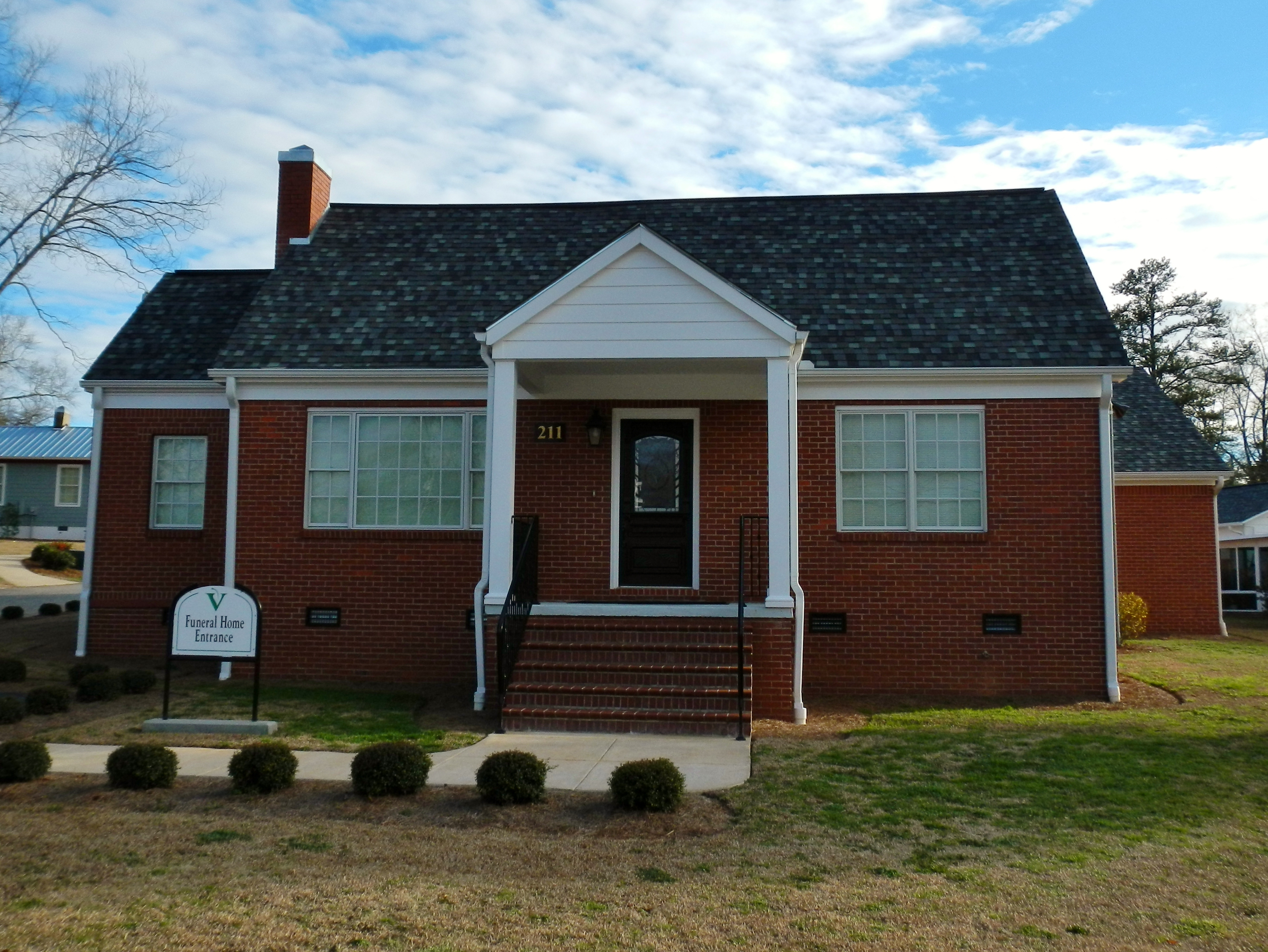
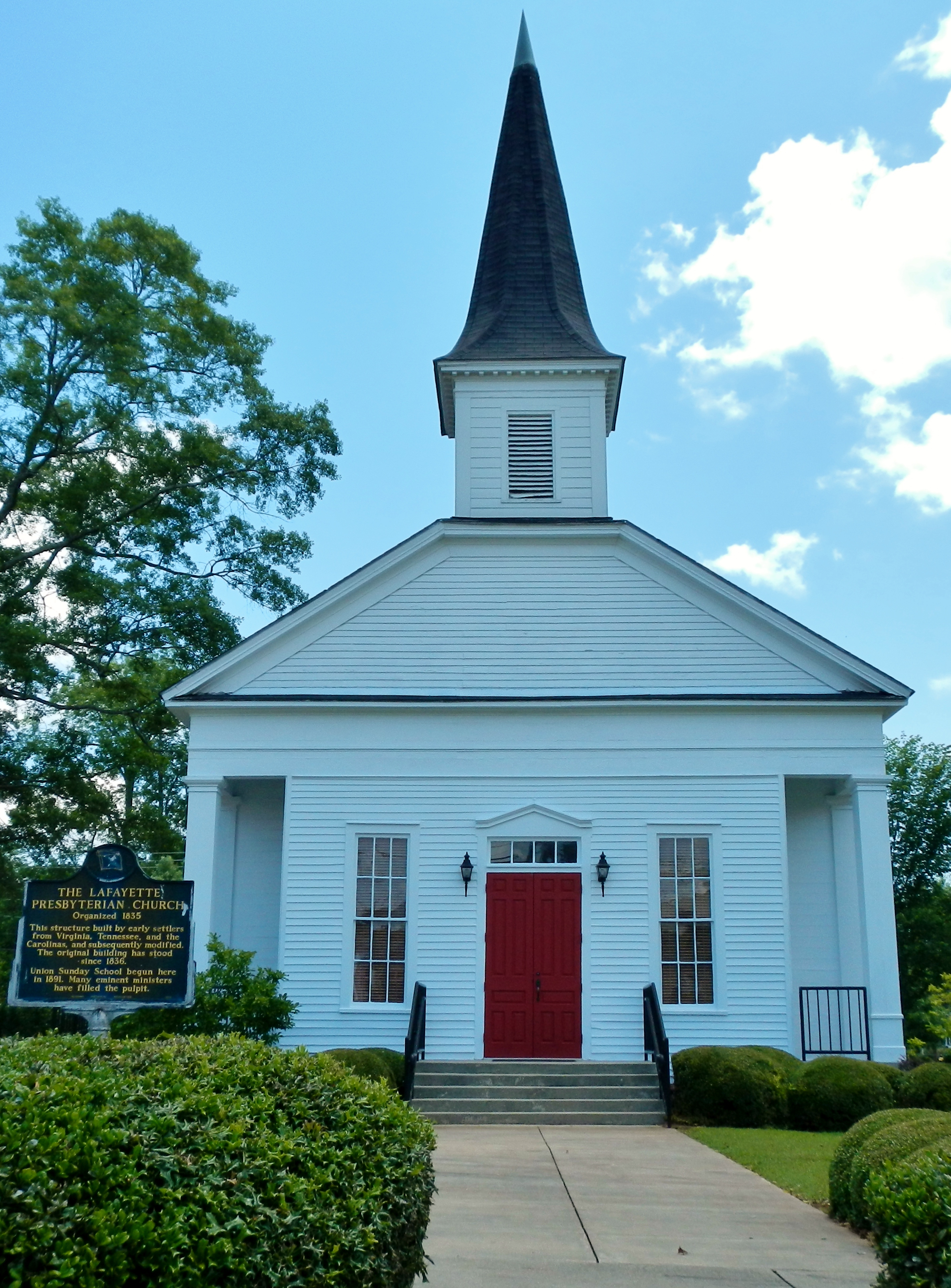
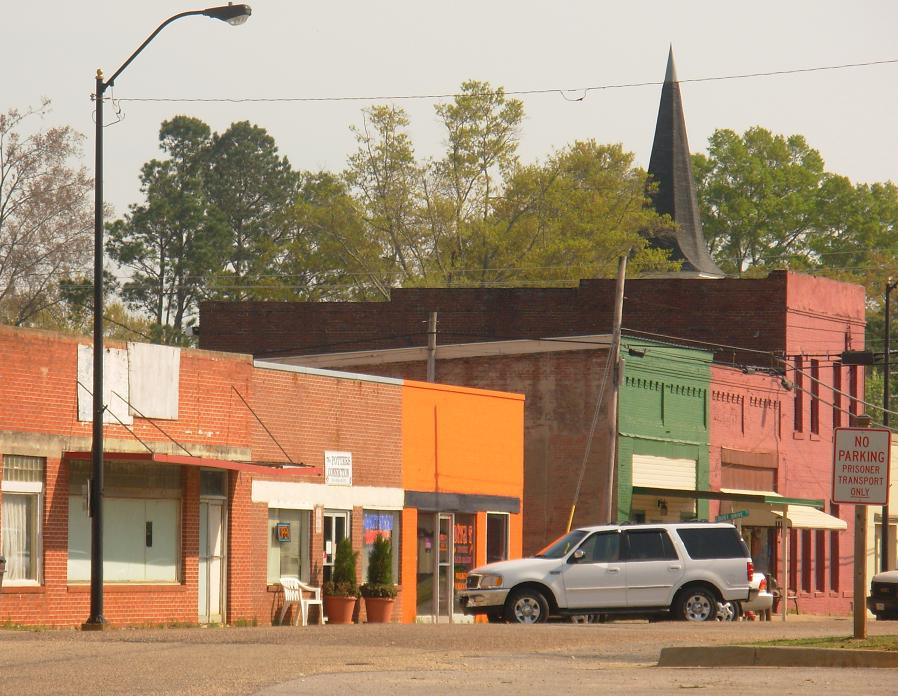
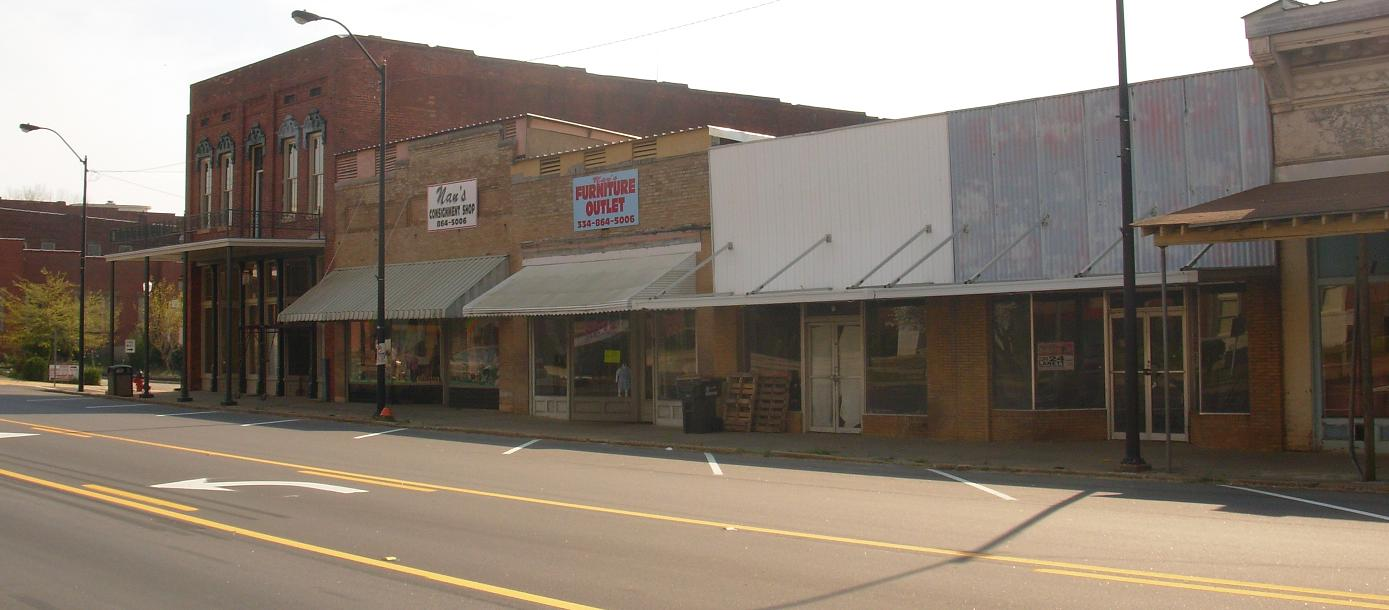
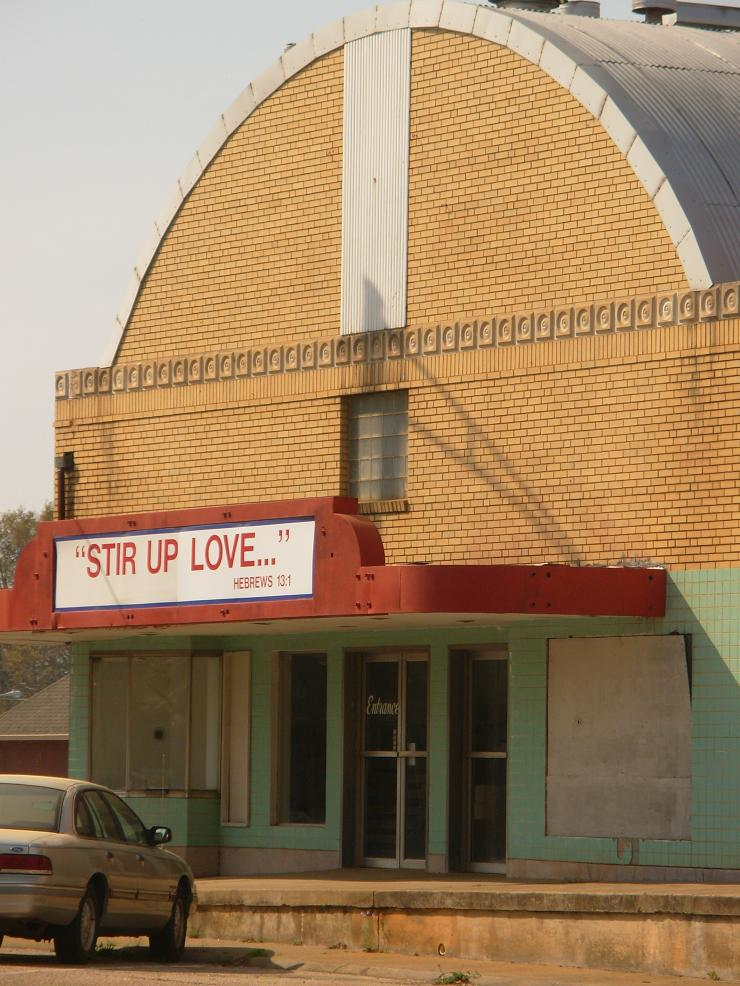
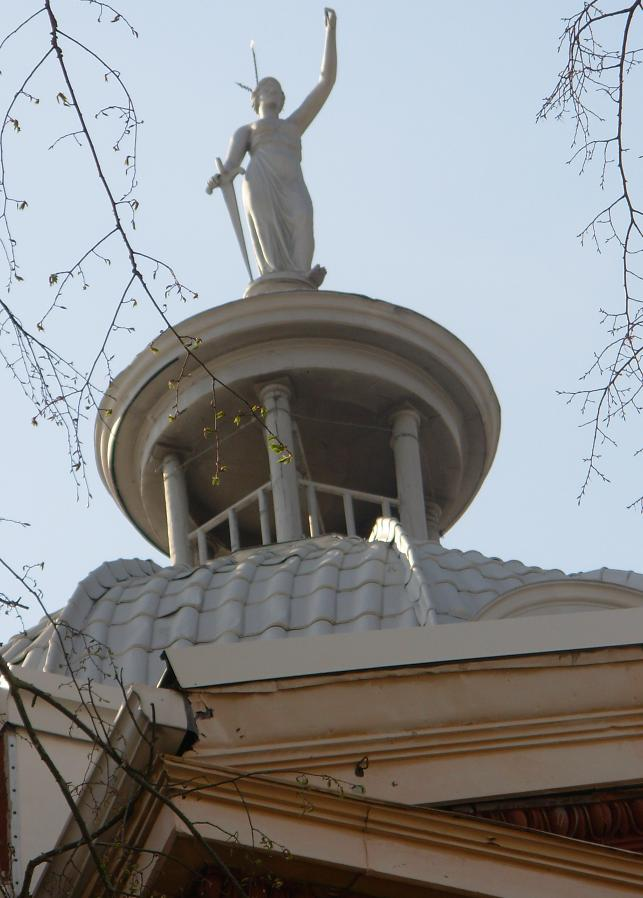
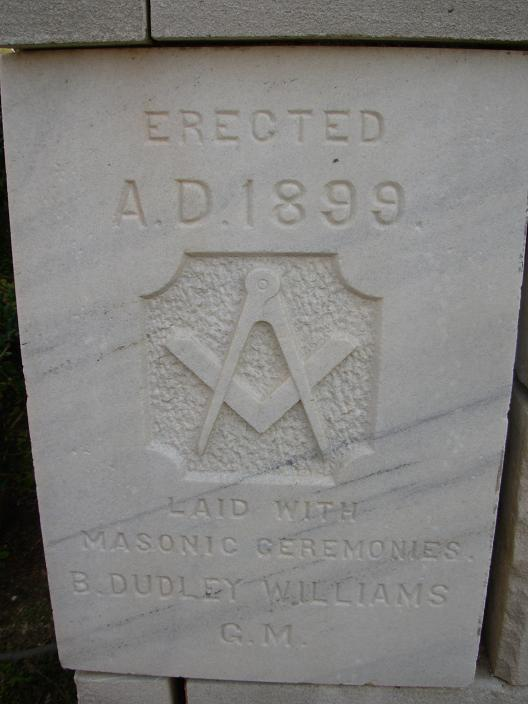
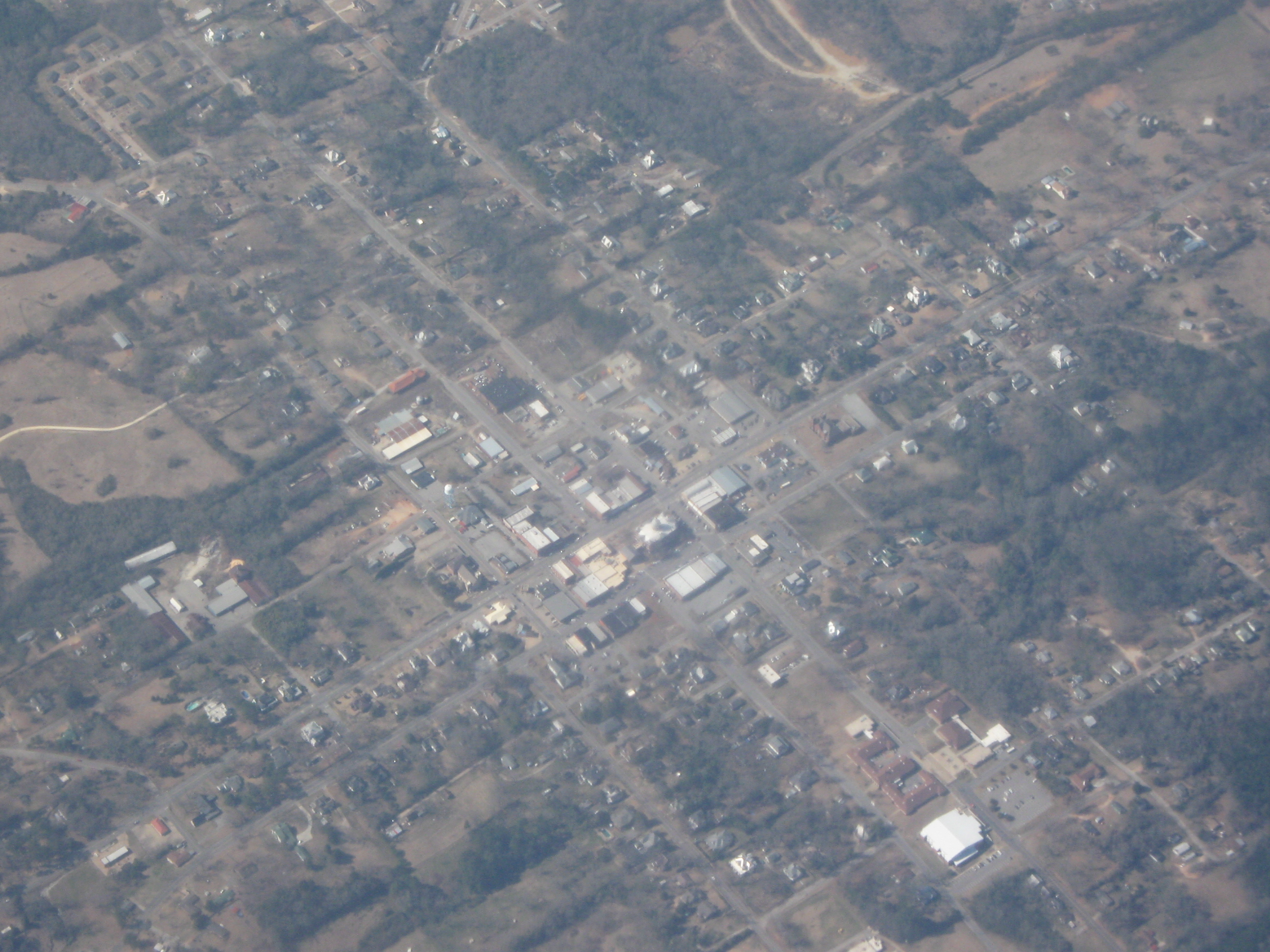